# Красный Камень (Челябинская область)
Кра́сный Ка́мень — посёлок в Карабашском городском округе Челябинской области России.

## География
Расположен на берегу озера Увильды. Расстояние до центра городского округа Карабаша 16 км.

## Население
| 2002 | 2010 |
| ---- | ---- |
| 110  | ↘50  |

По данным Всероссийской переписи, в 2010 году численность населения посёлка составляла 50 человек (27 мужчин и 23 женщины).

## Улицы
В настоящее время в посёлке отсутствуют улицы.